# Hirschfeld (Saxonia)
Hirschfeld este o comună din landul Saxonia, Germania.

## Populație
| - 1998 - 1336 - 1999 - 1332 - 2000 - 1328 - 2001 - 1331 - 2002 - 1301 | - 2003 - 1294 - 2004 - 1296 - 2005 - 1275 - 2007 - 1256 - 2008 - 1244 | - 2012 - 1203 - 2013 - 1205 - 2015 - 1184 |

1. ↑  Alle politisch selbständigen Gemeinden mit ausgewählten Merkmalen am 31.12.2018 (4. Quartal) (în germană), Statistisches Bundesamt[*], arhivat din original la 10 martie 2019, accesat în 10 martie 2019